# Bože Pravde
"Bože Pravde" (en serbio cirílico: Боже правде) (en español: Dios de justicia) es el himno nacional de la República de Serbia. Su letra fue creada por Jovan Đorđević y su música por Davorin Jenko.

## Historia
El himno nacional de Serbia según el artículo 7 de la Constitución es Bože Pravde (Dios de justicia), que también fue himno del Reino de Serbia, escrito en 1872 como una composición teatral pero que debido a su inmensa popularidad se convirtió en himno del país. Después fue adoptado por Serbia durante su unión con Montenegro, en agosto de 2004, aunque el himno oficial de la federación era Hej Sloveni.

## Letra
Solo los dos primeros versos (en negrita) forman parte del himno nacional.
| Letra completa en serbio | Traducción al español | |
| --- | --- | --- |
| \| Escritura cirílica \| Escritura latina \| Transcripción AFI \| \| ---------------------------------------------------------------------------------------------------------------------------------------------------------------------------------------------------------------------------------------------------------------------------------------------------------------------------------------------------------------------------------------------------------------------------------------------------------------------------------------------------------------------------------------------------------------------------------------------------------------------------------------------------------------------------------------------------------------------------------------------------------------------------------------------------------------- \| --------------------------------------------------------------------------------------------------------------------------------------------------------------------------------------------------------------------------------------------------------------------------------------------------------------------------------------------------------------------------------------------------------------------------------------------------------------------------------------------------------------------------------------------------------------------------------------------------------------------------------------------------------------------------------------------------------------------------------------------------------------------------------------------------------------------- \| ------------------------------------------------------------------------------------------------------------------------------------------------------------------------------------------------------------------------------------------------------------------------------------------------------------------------------------------------------------------------------------------------------------------------------------------------------------------------------------------------------------------------------------------------------------------------------------------------------------------------------------------------------------------------------------------------------------------------------------------------------------------------------------------------------------------------------------------------------------------------------------------------------------------------------------------------------------------------------------------------------------------------ \| \| Боже правде, ти што спасе од пропасти досад нас, чуј и од сад наше гласе и од сад нам буди спас. Моћном руком води, брани будућности српске брод, 𝄆 Боже спаси, Боже xрани, српске земље, српски род! 𝄇 Сложи српску браћу драгу на свак дичан славан рад, слога биће пораз врагу а најјачи српству град. Нек на српској блиста грани братске слоге златан плод, 𝄆 Боже спаси, Боже xрани српске земље, српски род! 𝄇 Нек на српско ведро чело твог не падне гнева гром Благослови Србу село поље, њиву, град и дом! Кад наступе борбе дани к победи му води ход 𝄆 Боже спаси, Боже xрани српске земље, српски род! 𝄇 Из мрачнога сину гроба српске славе нови сјај настало је ново доба Нову срећу, Боже дај! Отаџбину српску брани пет вековне борбе плод 𝄆 Боже спаси, Боже брани моли ти се српски род! 𝄇[2] \| Bože pravde, ti što spase od propasti dosad nas, čuj i odsad naše glase i od sad nam budi spas. Moćnom rukom vodi, brani budućnosti srpske brod, 𝄆 Bože spasi, Bože hrani, srpske zemlje, srpski rod! 𝄇 Složi srpsku braću dragu na svak dičan slavan rad, sloga biće poraz vragu a najjači srpstvu grad. Nek na srpskoj blista grani bratske sloge zlatan plod, 𝄆 Bože spasi, Bože hrani srpske zemlje, srpski rod! 𝄇 Nek na srpsko vedro čelo tvog ne padne gneva grom Blagoslovi Srbu selo polje, njivu, grad i dom! Kad nastupe borbe dani k pobedi mu vodi hod 𝄆 Bože spasi, Bože hrani srpske zemlje, srpski rod! 𝄇 Iz mračnoga sinu groba srpske slave novi sjaj nastalo je novo doba Novu sreću, Bože daj! Otadžbinu srpsku brani pet vekovne borbe plod 𝄆 Bože spasi, Bože brani moli ti se srpski rod! 𝄇[2] \| [bôː.ʒe prâːʋ.de tîː ʃtô spâː.se] [ôd prǒ.pas.ti dǒ.sad nâːs] [t͡ʃûːj i ôdsâd nâ.ʃe ɡlâː.se] [i ôd sâd nâm bu.di spâːs] [môt͡ɕ.nom rǔː.koːm vo.di bra.ni] [bu.dut͡ɕ.nos.ti sr̩p.ske brôːd] 𝄆 [bôː.ʒe spâː.si bôː.ʒe xra.ni] [sr̩p.ske zem.ʎe sr̂p.ski rôːd] 𝄇 [slo.ʒi sr̩p.sku bra.t͡ɕu dra.gu] [na sʋâːk di.t͡ʃan slâː.ʋan râːd] [slô.ɡa bǐː.t͡ɕe pô.raːz ʋraː.gu] [a naj.ja.t͡ʃi sřp.stʋu ɡrâːd] [nek na sr̩p.skoj blis.ta ɡraː.ni] [brat.skeː slo.ge zlǎː.tan plôːd] 𝄆 [bôː.ʒe spâː.si bôː.ʒe xra.ni] [sr̩p.ske zem.ʎe sr̂p.ski rôːd] 𝄇 [nek na sr̩p.sko ʋed.r̩o t͡ʃě.lo] [tʋôg ne pad.ne gne.ʋa ɡrôːm] [bla.ɡo.slo.ʋi sr̩.bu sě.lo] [pô.ʎe ɲi.ʋu ɡrâːd i dôːm] [kâd na.stuː.pe bor.be daː.ni] [k‿po.be.di mu ʋo.di xôːd] 𝄆 [bôː.ʒe spâː.si bôː.ʒe xra.ni] [sr̩p.ske zem.ʎe sr̂p.ski rôːd] 𝄇 [iz mraːt͡ʃ.no.ga sîː.nu gro.ba] [sr̩p.ske sla.ʋe nô.ʋi sjâːj] [nǎ.sta.lo je no.ʋo dôː.ba] [no.ʋu sre.t͡ɕu bôː.ʒe daj] [o.tad͡ʒ.bi.nu sr̩p.sku bra.ni] [pet.ʋe.koʋ.ne bor.be plôːd] 𝄆 [bôː.ʒe spâː.si bôː.ʒe xra.ni] [mo.li ti se sr̂p.ski rôːd] 𝄇 \| | Dios de justicia, Tú que salvaste de la ruina a nosotros ya; Escucha desde ya nuestras voces, y desde ahora, sé nuestra salvación. Con Tu mano poderosa, llévanos y defiéndenos, el futuro de nuestro buque, ¡Dios, salva!, ¡Dios, alimenta a los países serbios, al pueblo serbio! Une a los hermanos serbios en cada glorioso y orgulloso trabajo. La unión será la derrota al diablo; y la ciudad serbia, más fuerte. Que brille en la rama serbia el fruto de la concordia y hermandad. ¡Dios, salva!, ¡Dios, alimenta a los países serbios, al pueblo serbio! Que en la frente clara del serbio no caiga el rayo de la ira. ¡Bendice a los poblados serbios al campo, a la granja, a la ciudad y al hogar! Cuando lleguen los días de lucha, lleva nuestros pasos a la victoria. ¡Dios, salva!, ¡Dios, alimenta a los países serbios, al pueblo serbio! Desde la oscuridad de la tumba del hijo, celebrará Serbia el nuevo brillo. Llegó la nueva era. Dios, ¡danos nueva felicidad! Defiende la patria serbia, al fruto de cinco siglos de lucha. ¡Dios, salva!, ¡Dios, defiende!, te pide el pueblo serbio. | |
| Escritura cirílica | Escritura latina | Transcripción AFI |
| Боже правде, ти што спасе од пропасти досад нас, чуј и од сад наше гласе и од сад нам буди спас. Моћном руком води, брани будућности српске брод, 𝄆 Боже спаси, Боже xрани, српске земље, српски род! 𝄇 Сложи српску браћу драгу на свак дичан славан рад, слога биће пораз врагу а најјачи српству град. Нек на српској блиста грани братске слоге златан плод, 𝄆 Боже спаси, Боже xрани српске земље, српски род! 𝄇 Нек на српско ведро чело твог не падне гнева гром Благослови Србу село поље, њиву, град и дом! Кад наступе борбе дани к победи му води ход 𝄆 Боже спаси, Боже xрани српске земље, српски род! 𝄇 Из мрачнога сину гроба српске славе нови сјај настало је ново доба Нову срећу, Боже дај! Отаџбину српску брани пет вековне борбе плод 𝄆 Боже спаси, Боже брани моли ти се српски род! 𝄇 | Bože pravde, ti što spase od propasti dosad nas, čuj i odsad naše glase i od sad nam budi spas. Moćnom rukom vodi, brani budućnosti srpske brod, 𝄆 Bože spasi, Bože hrani, srpske zemlje, srpski rod! 𝄇 Složi srpsku braću dragu na svak dičan slavan rad, sloga biće poraz vragu a najjači srpstvu grad. Nek na srpskoj blista grani bratske sloge zlatan plod, 𝄆 Bože spasi, Bože hrani srpske zemlje, srpski rod! 𝄇 Nek na srpsko vedro čelo tvog ne padne gneva grom Blagoslovi Srbu selo polje, njivu, grad i dom! Kad nastupe borbe dani k pobedi mu vodi hod 𝄆 Bože spasi, Bože hrani srpske zemlje, srpski rod! 𝄇 Iz mračnoga sinu groba srpske slave novi sjaj nastalo je novo doba Novu sreću, Bože daj! Otadžbinu srpsku brani pet vekovne borbe plod 𝄆 Bože spasi, Bože brani moli ti se srpski rod! 𝄇 | [bôː.ʒe prâːʋ.de tîː ʃtô spâː.se] [ôd prǒ.pas.ti dǒ.sad nâːs] [t͡ʃûːj i ôdsâd nâ.ʃe ɡlâː.se] [i ôd sâd nâm bu.di spâːs] [môt͡ɕ.nom rǔː.koːm vo.di bra.ni] [bu.dut͡ɕ.nos.ti sr̩p.ske brôːd] 𝄆 [bôː.ʒe spâː.si bôː.ʒe xra.ni] [sr̩p.ske zem.ʎe sr̂p.ski rôːd] 𝄇 [slo.ʒi sr̩p.sku bra.t͡ɕu dra.gu] [na sʋâːk di.t͡ʃan slâː.ʋan râːd] [slô.ɡa bǐː.t͡ɕe pô.raːz ʋraː.gu] [a naj.ja.t͡ʃi sřp.stʋu ɡrâːd] [nek na sr̩p.skoj blis.ta ɡraː.ni] [brat.skeː slo.ge zlǎː.tan plôːd] 𝄆 [bôː.ʒe spâː.si bôː.ʒe xra.ni] [sr̩p.ske zem.ʎe sr̂p.ski rôːd] 𝄇 [nek na sr̩p.sko ʋed.r̩o t͡ʃě.lo] [tʋôg ne pad.ne gne.ʋa ɡrôːm] [bla.ɡo.slo.ʋi sr̩.bu sě.lo] [pô.ʎe ɲi.ʋu ɡrâːd i dôːm] [kâd na.stuː.pe bor.be daː.ni] [k‿po.be.di mu ʋo.di xôːd] 𝄆 [bôː.ʒe spâː.si bôː.ʒe xra.ni] [sr̩p.ske zem.ʎe sr̂p.ski rôːd] 𝄇 [iz mraːt͡ʃ.no.ga sîː.nu gro.ba] [sr̩p.ske sla.ʋe nô.ʋi sjâːj] [nǎ.sta.lo je no.ʋo dôː.ba] [no.ʋu sre.t͡ɕu bôː.ʒe daj] [o.tad͡ʒ.bi.nu sr̩p.sku bra.ni] [pet.ʋe.koʋ.ne bor.be plôːd] 𝄆 [bôː.ʒe spâː.si bôː.ʒe xra.ni] [mo.li ti se sr̂p.ski rôːd] 𝄇 |